# Ampelisca sarsi
Ampelisca sarsi är en kräftdjursart som beskrevs av Édouard Chevreux 1887. Ampelisca sarsi ingår i släktet Ampelisca och familjen Ampeliscidae. Inga underarter finns listade i Catalogue of Life.